# 케나시고개 (군마현)

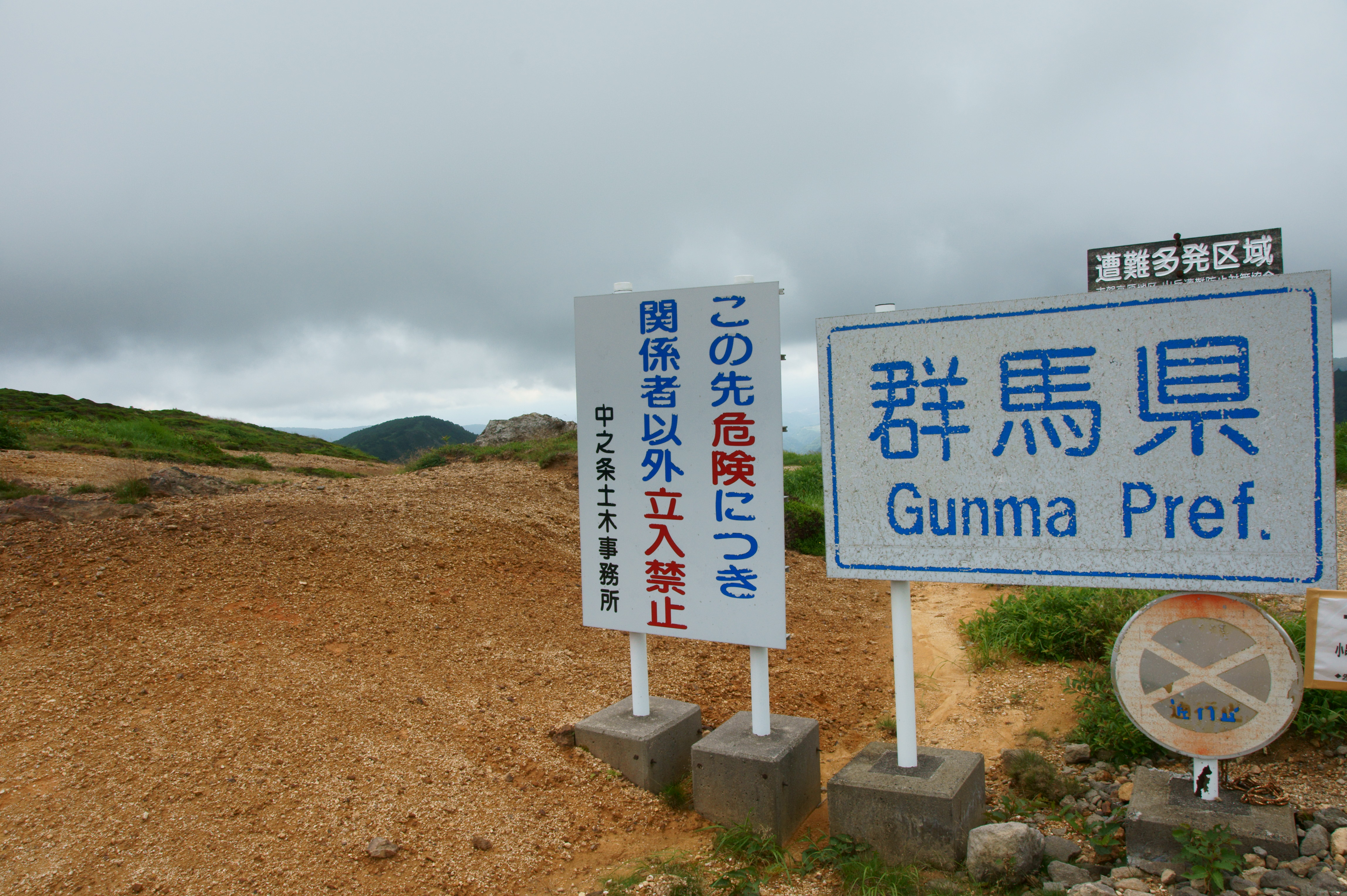

케나시고개(일본어: 毛無峠 케나시토우게[*])는 군마현 아가츠마군 츠마고이촌과 나가노현 카미타카이군 타카야마촌의 경계에 있는 고개다. 카미노부 스카이라인에서 연결되는 군마현도・나가노현도 112호 오오마에스자가선의 불통구간 끝점에 위치한다. 표고는 1,823 미터로, 일본 중앙분수계의 통과점이다.
"케나시"(毛無)란 "털이 없다"는 뜻으로, 그 이름대로 주변에 초목이 희박하고 지면이 그대로 드러난 황량한 불모지(不毛地)다. 메이지 시대까지는 원시림이 무성했지만, 1916년(다이쇼 5년)부터 유황채굴이 개시되면서 정련의 연료로 사용하기 위해 수목을 벌채한 것에 더불어 정련시 발생하는 아황산가스로 인해 수목이 고사해 버렸고, 그 결과 주변 일대가 민둥산이 되었다.
군마측에서 고개로 접근하는 길은 비포장도로이며, 지로비탈(ジロー坂)이라 불리는 꼬부랑길을 지나 내린 끝에 오구시광산터가 있다. 고개 동쪽에는 유황제품과 자재를 싣고 나르던 삭도의 흔적이 남아 있다. 광산의 전성기에는 2,000명이 넘는 사람들이 주변에 살았지만, 1937년(쇼와 12년) 11월 11일 대규모 산사태("산쓰나미")가 발생해 245명이 사망했다. 이 때 제련소의 불이 화약에 번져서 대규모 폭발까지 일어났다.
현재 이 고개는 광산터를 보러 온 사람들이나 전망을 찾는 등산객들이 찾는다. 오메시타케까지 등산로가 이어진다. 전망은 좋지만 안개가 자주 발생한다.